# Kiril Petkov
Kiril Petkov Petkov (in bulgaro Кирил Петков Петков?; Plovdiv, 17 aprile 1980) è un politico, economista e imprenditore bulgaro con cittadinanza canadese, già primo ministro della Bulgaria. È il co-leader di Continuiamo il Cambiamento, un partito politico che ha co-fondato con Asen Vasilev.

## Prima vita e istruzione
Ha conseguito una laurea in finanza alla Università della Columbia Britannica di Vancouver e un Master in Business Administration alla Harvard University, dove si è classificato nel primo 10% della sua classe.

## Carriera
Dal 2001 al 2005, ha lavorato per l'azienda alimentare canadese McCain Foods come responsabile dello sviluppo aziendale. Dal 2007, sviluppa progetti nel campo dell'innovazione ad alto valore aggiunto, e la sua azienda ProViotik detiene diversi brevetti in biotecnologia negli Stati Uniti.
Dal 12 maggio al 16 settembre 2021, ha servito come ministro dell'economia nel governo ad interim di Stefan Janev. Nella sua prima apparizione televisiva come ministro, Petkov ha rivelato che la Banca bulgara per lo sviluppo, controllata dallo stato e destinata a sostenere le piccole e medie imprese, aveva distribuito 500 milioni di euro di prestiti a sole otto società di proprietà di quattro uomini d'affari. Ha condannato la pratica come "oltraggiosa" e ha iniziato una verifica di come sono stati assegnati i prestiti.
Il 19 settembre 2021, Petkov e Asen Vasilev hanno presentato il loro progetto politico “Continuiamo il Cambiamento”, un partito anti-corruzione che cerca di essere la forza unificatrice che potrebbe riunire tutti gli altri partiti simili per formare un governo. La coppia si è incontrata mentre studiava alla Harvard Business School.
L'11 dicembre 2021, il presidente Rumen Radev ha nominato Petkov come candidato a primo ministro della Bulgaria con il compito di proporre il nuovo gabinetto, che deve essere approvato dall'Assemblea Nazionale.
Il 28 febbraio 2022 ha chiesto le dimissioni del ministro della difesa Stefan Janev per aver definito l'invasione russa della dell'Ucraina del 2022 come "operazione militare", espressione utilizzata dal Governo russo per minimizzare l'intervento armato.
Il 22 giugno 2022 il parlamento bulgaro ha approvato, con 123 voti a favore e 116 contrari, il voto di sfiducia al suo governo richiesto dall'opposizione.

## Controversie
Il 27 ottobre 2021, la Corte costituzionale della Bulgaria ha annullato retroattivamente il decreto di nomina di Petkov a ministro dell'economia a causa del suo status di doppio cittadino, in quanto la Costituzione della Bulgaria stabilisce che i ministri devono essere solo cittadini bulgari. Anche se questa posizione gli è stata revocata, tutte le sue azioni fatte nel ruolo non sono state annullate.